# Sofía Depassier
Sofía Nieves Depassier Sepúlveda (Santiago, 4 de marzo de 1998) es una modelo y reina de belleza chilena, ganadora del certamen Miss Universo Chile 2022. Representó a Chile en el certamen Miss Universo 2022 sin lograr clasificación.

## Biografía
Depassier nació y creció en Santiago. Actualmente tiene su sede en Miami, Estados Unidos, ya que representa a la Comunidad Extranjera. Es modelo profesional, esteticista y actriz. No es ajena al mundo de los concursos de belleza, participó en Miss Teen South Florida 2004 , donde fue galardonada como Miss Photogenic.

## Concurso de belleza
El 20 de noviembre de 2020, Depassier comenzó su carrera en certámenes en 2020 luego de ser seleccionada como representante de Comunidad Extranjera en el certamen Miss Universo Chile 2020. Luego de ser seleccionada como una de las 25 semifinalistas, Depassier avanzó como una de las ocho finalistas. Ese mes, compitió en las finales en vivo, donde avanzó a los cuatro primeros antes de ser anunciada como la cabeza de serie n.º 2 y perder ante la eventual ganadora Daniela Nicolás de Copiapó.
El 25 de junio de 2022, Depassier regresó al certamen para competir en el certamen de Miss Universo Chile 2022. Al final del evento, fue coronada por la exitosa salida de Antonia Figueroa como el nuevo título. Representará a Chile en el certamen Miss Universo 2022.